# 이여영
이여영(1981년 12월 29일 ~ , 부산광역시)은 대한민국의 기업인이다. 요식업체 <월향>의 대표이다. 기자, 칼럼니스트, 작가, 방송인, 사업가 등 다양한 경력을 가지고 있다.

## 생애
서울대학교 생물자원공학부를 졸업한 후 헤럴드미디어, 중앙일보에서 기자로 일했다. 하지만 2008년 촛불시위 때 사내통신망에 관련 글을 올린 일을 계기로 신문사를 그만두었다. 2009년 자신의 결정에 후회가 없다는 내용을 담은 책 <규칙도, 두려움도 없이>를 펴냈다. 2010년 요식업계에 진출하여 홍대역 부근에 <월향> 1호점과 2호점, 와인포차 <문샤인>, 일본 도쿄에 <월향> 3호점 등을 운영하였다. 2012년 개업을 한 지 2년여 만에 '월향 그룹'의 회장이 되었고 그 성과를 담은 책 <월향본색>을 저술했다. 2002년 제11회 <SBS 슈퍼모델 선발대회> 출전자였고 이런 도전의 연장선상에서 라이프스타일 전문 프리랜서 기자로도 활동하였다.

## 학력
- 성일여자고등학교
- 2005년 서울대학교 농업생명과학대학 생물자원공학부 천연섬유전공 학사

## 경력
- 헤럴드미디어 기자
- 중앙일보 기자
- <월향>

## 저서
- 《규칙도, 두려움도 없이》. 에디션더블유. 2009년. ISBN 9788996089056
- 《일등이 아니어도 괜찮아》. 에디션더블유. 2010년. ISBN 9788994194127
- 《월향비책》. 맛있는책방. 2017년. ISBN 9791196091903

## 방송 출연
- SBS 파워FM 《아름다운 이 아침 김창완입니다》
- KBS1 《책 읽는 밤》
- KBS News 《이여영의 아지트》
- EBS1 《시네마 천국》
- MBC 《MBC 파워 매거진》
- tvN 《루팡》 : 진행
- OLIVE 《뜨거운 사이다》 : 진행.[9]